# Aziouz Raïs
Aziouz Raïs (en arabe : عزيوز رايس), né le 25 août 1954 à Blida en Algérie et mort le 10 décembre 2022 à , est un artiste interprète algérien de Chaâbi. Il est le père du chanteur Reda Raïs.
Né au sein d'une famille algéroise à Blida, il commence à produire ses chansons pour animer des fêtes et des mariages en 1969. Il obtiendra le succès populaire à partir des années 1990, et occupera la scène musicale sur disques, cassettes, concerts et mariages durant plus de 50 ans avec ses chansons Chaâbi devenues cultes dans le patrimoine de la musique algérienne dont Alik Belhana Wa Damane, Frague Gherzali, Zanouba, Mani Seyad, Billah Aadik ya Rayah, Ghania,....
Il décède le 10 décembre 2022 à l'âge de 68 ans d'un accident vasculaire cérébral à l'hôpital Mustapha-Pacha de Alger, il est inhumé au cimetière cimetière de Dergana à Alger,.